# Candida pimensis
Candida pimensis är en svampart som beskrevs av S.O. Suh, C.M. Gibson & M. Blackw. 2004. Candida pimensis ingår i släktet Candida, ordningen Saccharomycetales, klassen Saccharomycetes, divisionen sporsäcksvampar och riket svampar.   Inga underarter finns listade i Catalogue of Life.